# Cuttack

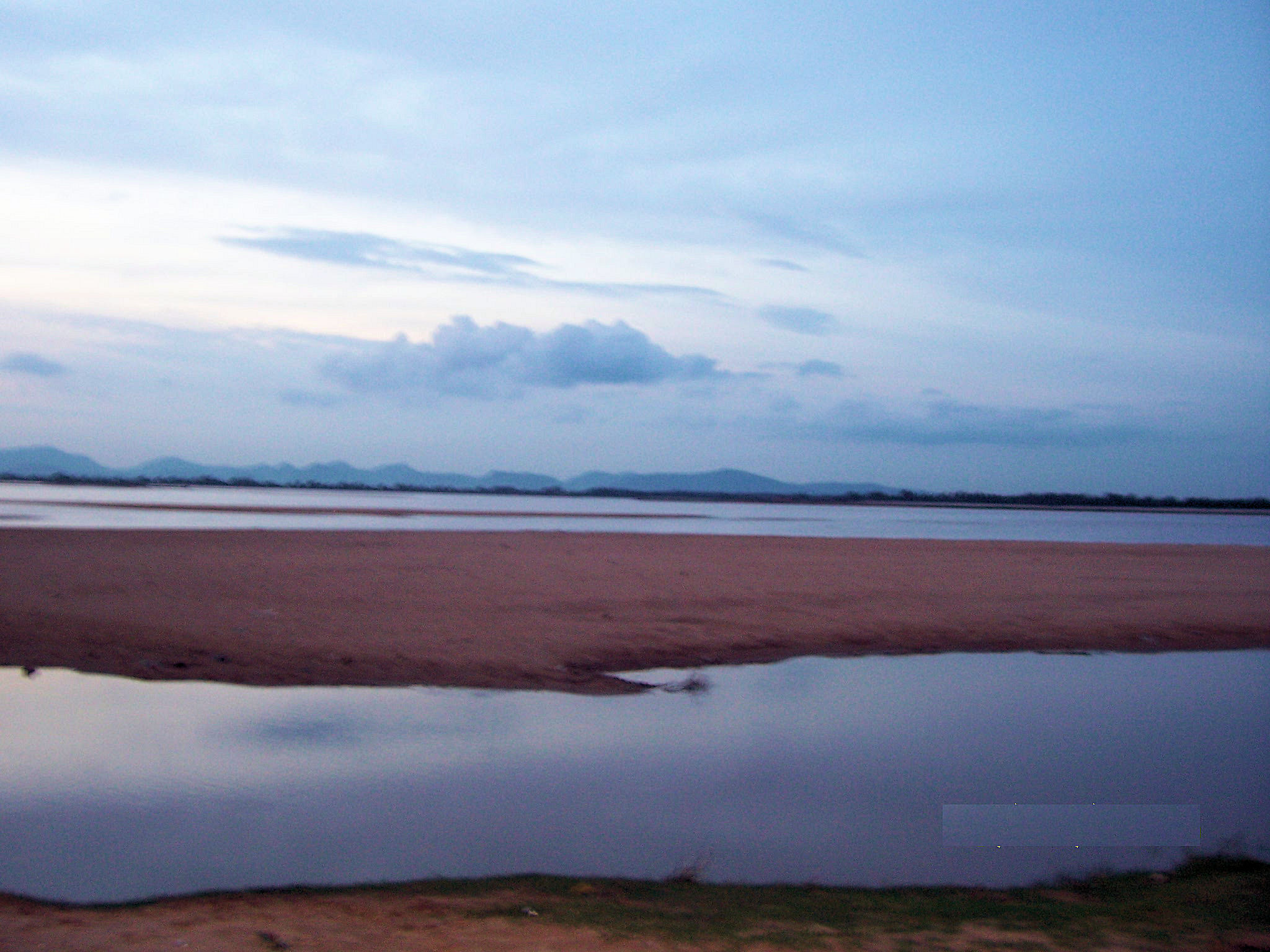
Riu Kathjodi

Cuttack (oriya : କଟକ, hindi कटक) derivada de la paraula sànscrita 'Kataka' que vol dir fort o camp militar, és una ciutat de l'Índia a Orissa, la segona ciutat de l'estat (després de la capital Bhubaneswar) a la vora dels rius Mahanadi i Kathajodi a 20° 17′ N, 85° 31′ E / 20.28°N,85.52°E. La seva ciutadella és el famós Fort Barabati.
El nom es pronuncia 'Katak' i és coneguda també com a capital del mil·lenni (per la seva antiguitat, ja que es considera la data oficial de la seva fundació el 989) i considerada capital cultural de 'estat. Al cens de 2001 figura amb 535.139 habitants. En els darrers anys ha continuat un creixement molt fort de la població i s'estima que podria estar en una quantitat propera als 800.000 habitants.

## Història

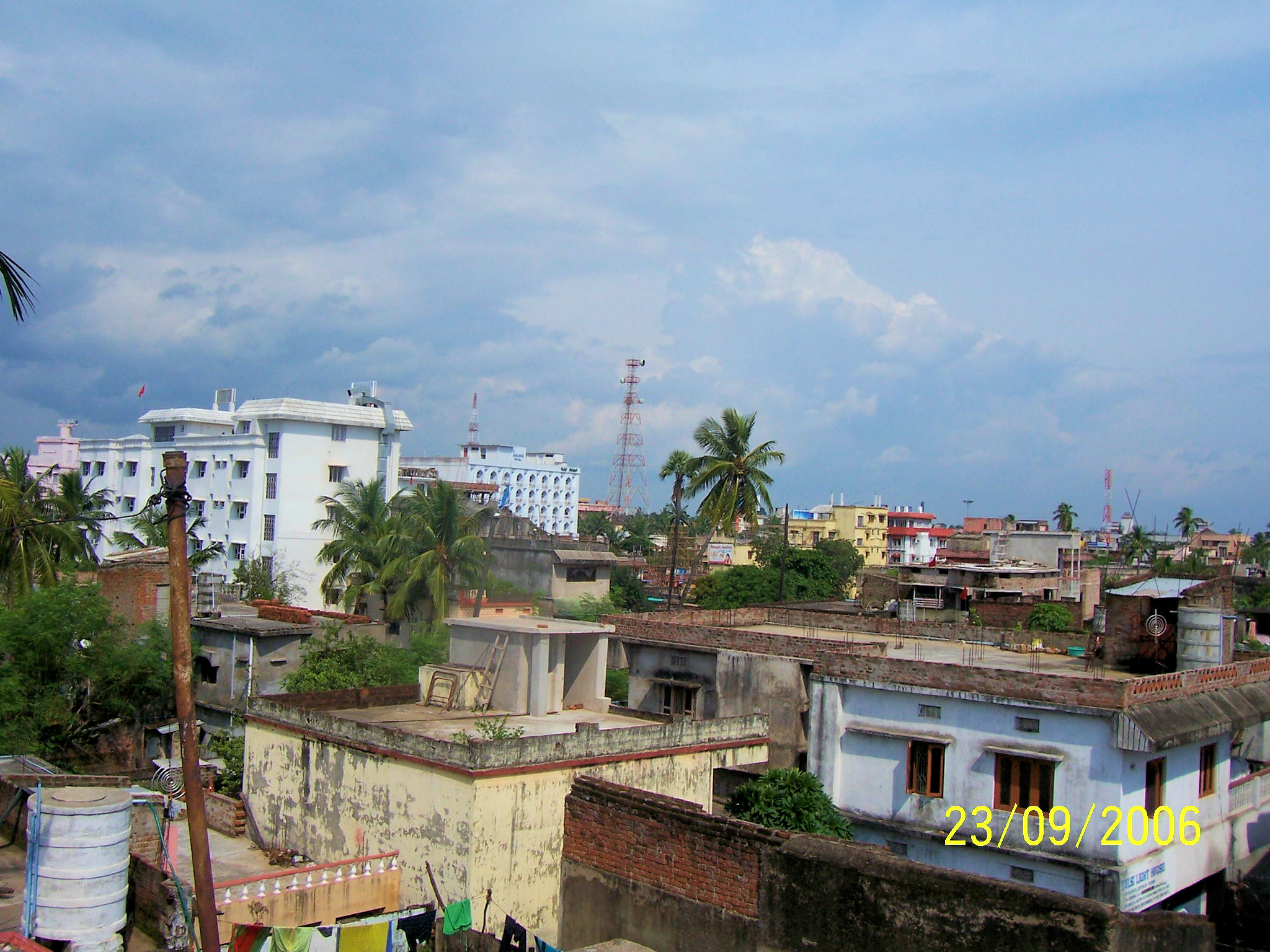
Pithapur, Cuttack

Apareix com a aquarterament militar creat pel rei Nrupa Keshari, de la dinastia Keshari, el 989, encara que segurament ja existia anteriorment.
Vegeu Districte de Cuttack.
Després del final de la dinastia nacional d'Orissa va passar als afganesos de Bengala, i d'aquestos a l'Imperi Mogol al segle xvi.
Va passar als marathes vers el 1750 que la van cedir als britànics pel tractat de Deogaon el 1803. El 1816 fou declarada capital de la divisió d'Orissa i el 1829 capital de districte. El 1876 es va constituir la municipalitat. Fou capital de la província d'Orissa el 1936 i fins al 1948 quan la capital es va traslladar a Bhubaneswar
El seu personatge més notable fou Subhash Chandra Bose.